# 狭形钉冠蚤
狭形钉冠蚤（学名：Acroperus angustatus）为盘肠蚤科顶冠蚤属的动物。分布于北半球以及中国大陆的黑龙江、内蒙古等地，多见于池塘和沼泽等小型水域中。